# Teleangiektasie

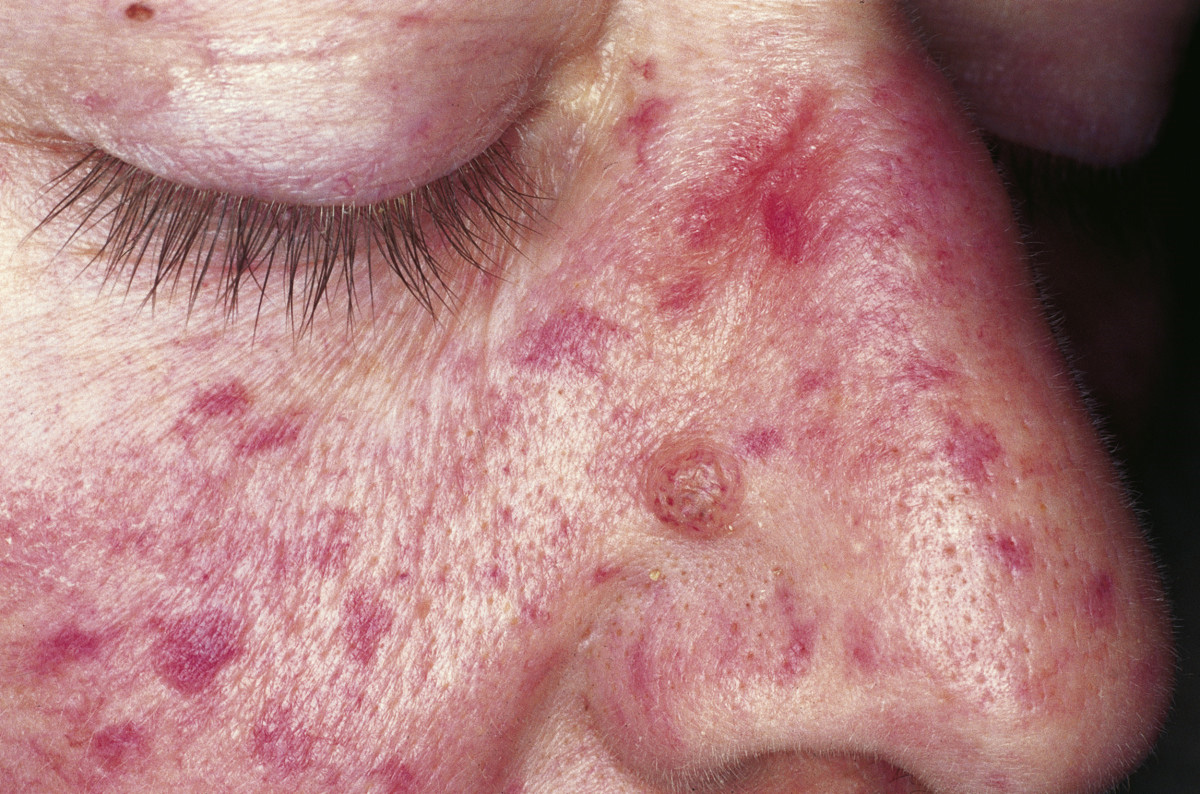
Teleangiektasien bei einem Patienten mit Morbus Osler

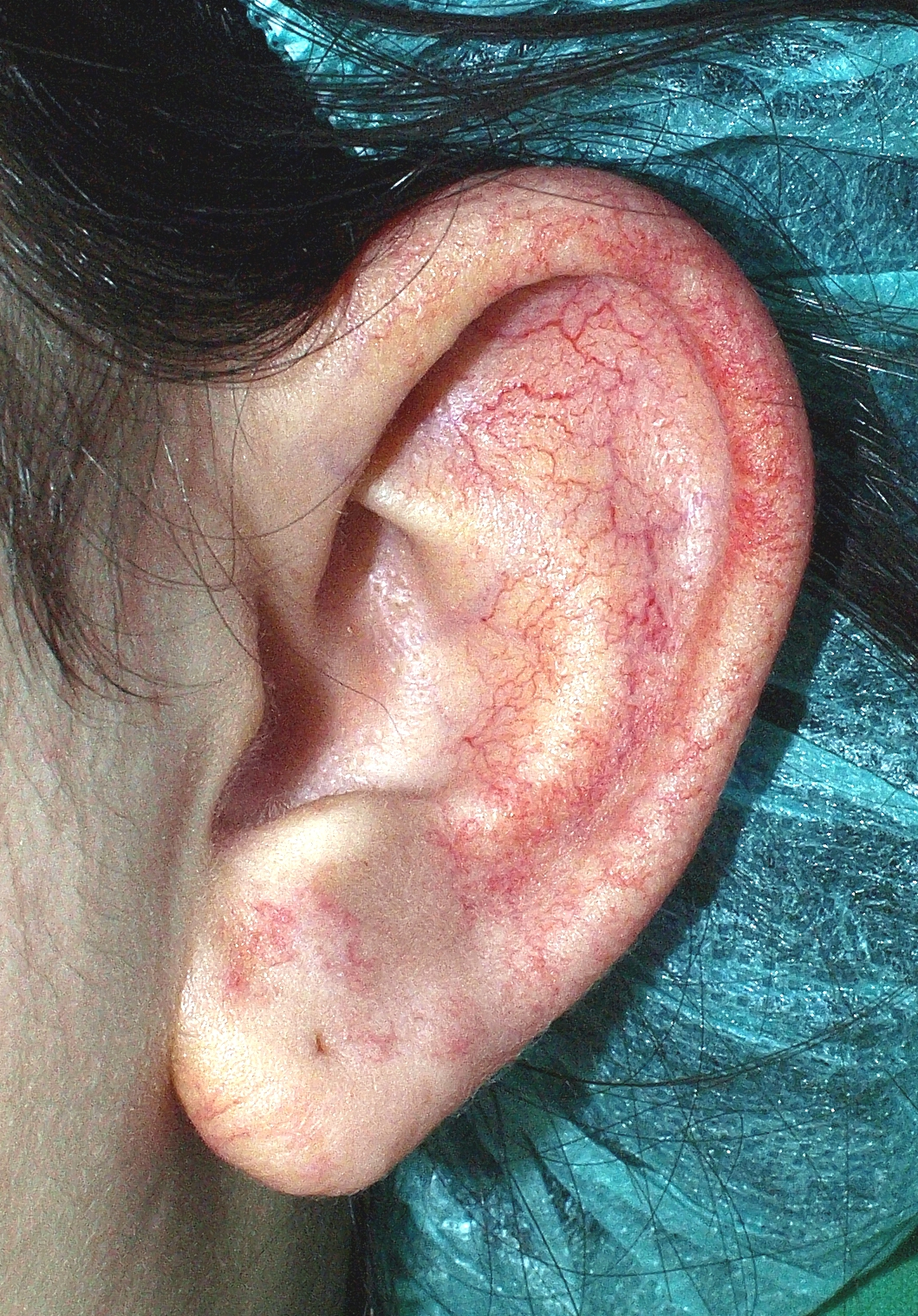
Gutartige Teleangiektasien am Ohr

Teleangiektasien (altgriechisch τῆλε téle ‚weit‘, ‚fern‘; ἀγγεῖον angéion ‚Gefäß‘; ἔκτασις éktasis ‚Ausdehnung‘) sind mit freiem Auge sichtbare, irreversibel erweiterte Kapillargefäße der Haut. Außerdem versteht man im ärztlichen Sprachgebrauch unter „Teleangiektasie“ oft auch einzelne, mit freiem Auge sichtbare Gefäße der oberen Dermis.
 Teleangiektasien sind in der Regel mit einem Glasspatel leicht wegdrückbar.
Am Auge gibt es Teleangiektasien der Retina, Morbus Coats und der Makula, Makuläre Teleangiektasien.

## Vorkommen und Ursachen
Teleangiektasien befinden sich oft im Gesicht (Couperose) oder an den Händen, aber auch intrazerebral. Sie sind überwiegend harmlos, können aber auch Zeichen von Erkrankungen wie Kollagenosen, Morbus Osler / Hereditäre hämorrhagische Teleangiektasie (HHT), Mycosis fungoides, Karzinoidsyndrom und Louis-Bar-Syndrom sein. Beim Basaliom, einem bösartigen Hauttumor, sind Teleangiektasien ein diagnoseweisendes Kriterium. Beim Feuermal und bei Spider-Naevi sind Teleangiektasien die eigentliche Läsion. Außerdem gehören Teleangiektasien zu den typischen körperlichen Symptomen der Alkoholabhängigkeit und bei Leberzirrhose. Des Weiteren treten Teleangiektasien auch bei der systemischen Sklerodermie auf oder auch im Rahmen von Syndromen wie der Cutis marmorata teleangiectatica congenita, dem CREST-Syndrom und dem Mastzellaktivierungssyndrom (MCAS).